# Terphothrix punctifimbriata
Terphothrix punctifimbriata är en fjärilsart som beskrevs av Paul Dognin 1923. Terphothrix punctifimbriata ingår i släktet Terphothrix och familjen tofsspinnare. Inga underarter finns listade i Catalogue of Life.